# Jan Deyman

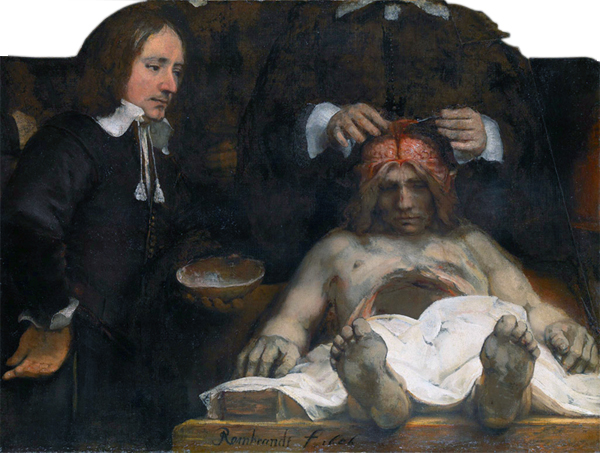
Fragment van De anatomische les van Dr. Deijman door Rembrandt van Rijn.

Jan Deyman (Amsterdam, 3 oktober 1619 - aldaar, 7 december 1666) was een Nederlandse arts.
Hij werd geboren als zoon van Wolphert Deijman, een kapiteyn te water en Maijken Troncqoij. Deyman vestigde zich in Amsterdam als geneeskundige en verwierf zo'n goede reputatie dat hij in 1653 ter vervanging van Nicolaas Tulp, die toen burgemeester werd, tot inspecteur van het Collegium Medicum werd benoemd.
Hij was belast met de opleiding der chirurgijns en vroedvrouwen en dankt hieraan zijn titel van professor.
Jan Deyman is 23-10-1658 ondertrouwd te Amsterdam met Maria Bas uit een zeer gegoede familie, die uit Noord-Holland afkomstig, maar sedert lang te Amsterdam gevestigd was. Het echtpaar had vier kinderen; Wolphert (1660), Nicolaes (1661), Maria (1663) en Immetje (1664).
Na zijn overlijden liet hij zijn vrouw welverzorgd achter. Het grootste deel van het fortuin van Pieter Six is van de zijde van zijn vrouw gekomen.
Amsterdam vernoemde in 1884 een straat naar hem.